# Villiers-Charlemagne
Villiers-Charlemagne é uma comuna francesa na região administrativa da Pays de la Loire, no departamento de Mayenne. Estende-se por uma área de 27,57 km². Em 2010 a comuna tinha 1 126 habitantes (densidade: 40,8 hab./km²).